# Oreolalax popei
Oreolalax popei är en groddjursart som först beskrevs av Liu 1947.  Oreolalax popei ingår i släktet Oreolalax och familjen Megophryidae. IUCN kategoriserar arten globalt som livskraftig. Inga underarter finns listade i Catalogue of Life.